# Jimmy Witherspoon
Jimmy Witherspoon (Gurdon, 8 augustus 1923 - Los Angeles, 18 september 1997) was een Amerikaanse jazz- en blueszanger.

## Carrière
Witherspoon trok voor het eerst de aandacht door te zingen in Calcutta, India, met de band van Teddy Weatherford, die tijdens de Tweede Wereldoorlog regelmatig radio-uitzendingen maakte via de US Armed Forces Radio Service. Witherspoon maakte zijn eerste platen met de band van Jay McShann in 1945. Hij nam voor het eerst op onder zijn eigen naam in 1947 en twee jaar later had hij met de McShann band zijn eerste hit Ain't Nobody's Business, een nummer dat werd beschouwd als zijn kenmerkende deuntje. In 1950 had hij hits met nog twee nummers die nauw met hem verbonden waren: No Rollin' Blues en Big Fine Girl en ook hits met Failing by Degrees en New Orleans Woman, opgenomen met het Gene Gilbeaux Orchestra (waaronder Herman Washington en Don Hill) voor Modern Records. Ze werden opgenomen tijdens een liveoptreden op 10 mei 1949, tijdens een Just Jazz-concert in Pasadena, gesponsord door Gene Norman. Een andere klassieke compositie van Witherspoon is Times Gettin' Tougher Than Tough.
Witherspoon trad op in vier van de beroemde Cavalcade of Jazz-concerten in Los Angeles in Wrigley Field, geproduceerd door Leon Hefflin sr. Zijn eerste optreden was tijdens de vierde Cavalcade of Jazz op 12 september 1948 en Dizzy Gillespie was de artiest samen met Frankie Lane, Little Miss Cornshucks, The Sweetheart of Rhythms, Joe Liggins' Honeydrippers, Joe Turner, The Blenders en The Sensations. Hij speelde op het vijfde Cavalcade of Jazz-concert op 10 juli 1949, samen met Lionel Hampton, The Hamptones, Buddy Banks and his Orchestra, Big Jay McNeely en Smiley Turner. Witherspoon kwam weer terug voor het zevende Cavalcade of Jazz-concert op 8 juli 1951 en trad op naast Billy Eckstine, Lionel Hampton en zijn Revue, Percy Mayfield, Joe Liggins' Honeydrippers en Roy Brown. Zijn laatste optreden op het achtste Cavalcade of Jazz-concert was op 1 juni 1952. Op die dag waren ook Anna Mae Winburn and Her Sweethearts, Jerry Wallace, Toni Harper, Roy Brown and His Mighty Men, Louis Jordan and his Orchestra en Josephine Baker te zien.
Witherspoons stijl van blues raakte halverwege de jaren 1950 uit de mode, maar hij keerde terug naar populariteit met zijn album Jimmy Witherspoon uit 1959 op het Monterey Jazz Festival, met Roy Eldridge, Woody Herman, Ben Webster, Coleman Hawkins , Earl Hines en Mel Lewis. Witherspoon nam later op met Gerry Mulligan, Leroy Vinnegar, Richard 'Groove' Holmes en T-Bone Walker.

## Tournees en successen
In 1961 toerde hij door Europa met Buck Clayton en keerde hij bij vele gelegenheden terug naar het Verenigd Koninkrijk, met de live opname Spoon Sings and Swings (1966) medio jaren 1960 in het Verenigd Koninkrijk met het kwartet van tenorsaxofonist Dick Morrissey. In 1970 verscheen Witherspoon op Brother Jack McDuffs London Blue Note-opname To Seek a New Home samen met Britse jazzmuzikanten, waaronder opnieuw Dick Morrissey en Terry Smith. In de jaren 1970 nam Witherspoon ook het album Guilty! (later uitgebracht op cd als Black & White Blues) op met Eric Burdon en met Ike White & de San Quentin Prison Band. Daarna toerde hij met een eigen band met Robben Ford en Russ Ferrante. De opname Spoonful uit deze periode bevatte Witherspoon, begeleid door Robben Ford, Joe Sample, Cornell Dupree, Thad Jones en Bernard Purdie. Hij bleef optreden en opnemen in de jaren 1990.
Andere artiesten met wie Witherspoon opnam zijn Jimmy Rowles, Earl 'Fatha' Hines, Vernon Alley, Mel Lewis, Teddy Edwards, Gerald Wiggins, John Clayton, Paul Humphrey, Pepper Adams, Kenny Burrell, Harry 'Sweets' Edison, Jimmy Smith, Long John Baldry, Junior Mance, Ellington-bassist Jimmy Woode, Kenny Clarke, Gerry Mulligan, Jim Mullen, Count Basie, Van Morrison, Dutch Swing College Band en Gene Gilbeaux.

## Acteerwerk
In de film Georgia uit 1995 portretteerde Witherspoon Trucker, een reizende, wapenverzamelende blueszanger die een relatie heeft met het onrustige personage Sadie, gespeeld door Jennifer Jason Leigh.
Hij speelde Nate Williams in The Black Godfather (1974) en Percy in To Sleep with Anger (1990).

## Ziekte en overlijden
Tijdens de jaren 1980 werd bij Witherspoon kanker geconstateerd. Na een operatie kwam hij er weer bovenop en keerde hij terug op het podium. In 1997 kreeg hij voor het album Live At The Mint een Grammy Award-nominatie.
Jimmy Witherspoon overleed in 1997 op 74-jarige leeftijd. In 2008 werd hij opgenomen in de Blues Hall of Fame.

## Discografie

### Albums
| - 1959: Battle of the Blues, Vol. 3Deluxe - 1959: Jimmy Witherspoon & Jay McShann Black Lion - 1959: Singin' the Blues Blue Note - 1960: Jimmy Witherspoon at the Monterey Jazz Festival [live] - 1961: Spoon Collectables Records - 1961: There's Good Rockin' Tonight World Pacific - 1962: A Spoonful of Blues Who's Who in Jazz - 1962: Roots Collectables Recordes - 1962: Hey Mrs. Jones Collectables Records - 1962: RootsCollectables Records - 1963: Baby Baby Baby Bluesville/Original Blues Classics - 1963: Mean Old Frisco Prestige Records - 1963: Evenin' Blues Prestige/Original Blues Classics - 1963: Blues Around the Clock Obc - 1964: Some of My Best Friends Are the Blues Original Blues Classics - 1964: Blue Spoon Concord Jazz - 1964: Goin' to Chicago Prestige - 1965: Blues for Spoon and Groove Surrey - 1965: Spoon in London - 1966: Blue Point of View - 1966: Blues Box - 1966: Blues for Easy Livers Original Blues Classics - 1966: In Person Verve - 1967: The Blues Is Now Verve - 1968: Spoonful of Soul Verve - 1969: Blues Singer BluesWay - 1970: Handbags & Gladrags ABC Music - 1970: Huhh BluesWay - 1970: Ain't Nobody's Business The Dutch Swing College Band meets Jimmy Whiterspoon - 1971: Guilty United Artists Records - 1972: Live at the Monterey Jazz Festival - 1973: Groovin'& Spoonin' Original Music - 1974: Jimmy Witherspoon & Ben Webster Verve - 1974: Love Is a Five Letter Word Rhino - 1975: Spoonful Avenue (Rhino) - 1976: Live: Jimmy Witherspoon & Robben Ford Rhino - 1976: LiveCrossCut (Germany) - 1976: Black & White Blues (with Eric Burdon) A-Street Blues - 1980: Jimmy Witherspoon with Panama Francis & the Savoy Sultans Sings the Blues Muse - 1980: Spoon's Life Evidence | - 1981: Big Blues JSP - 1985: Patcha, Patcha, All Night Long Pablo - 1986: Midnight Lady Called the Blues Muse - 1988: Rockin' L.A. Fantasy - 1989: 'Spoon Concerts Fantasy - 1990: Live at Condon's Who's Who in Jazz - 1991: Call Me Baby Night Train - 1992: Live at the Notodden Festival Blue Rock'It - 1992: The Blues, the Whole Blues & Nothing But the ... Buy Now! Indigo - 1993: Hot Licks: Ain't Nobody's Business Sound Solutions - 1993: Blowin' In From Kansas City Ace - 1994: Amazing Grace Delta Distribution - 1995: Spoon's Blues Stony Plain - 1995: Ain't Nothin' New About the Blues [live] Aim Records - 1995: Taste of Swing Time Tuff City Records - 1995: American Blues Rhino - 1996: Live at the Mint Private Music - 1996: 'Spoon & Groove Rykodisc - 1997: Tougher Than Tough Blue Moon - 1997: Jimmy Witherspoon With The Junior Mance Trio Stony Plain - 1998: Jazz Me Blues: The Best Of Jimmy Witherspoon Prestige - 2000: Big Boss Man [live] Starburst Recordings - 2000: Jimmy Witherspoon with the Duke Robillard Band [live] Stony Plain - 2000: Same Old Blues Catfish - 2001: Goin' to Chicago Tim - 2001: Sings Blues Aim - 2002: Spoon Meets Pau Eureka - 2002: Goin' Around the Circles Past Perfect (UK) - 2003: Sings The Blues Sessions Ace - 2004: Very Best Of Jimmy Witherspoon: Miss Miss Mistreater Collectables - 2004: 1948-1949 Classics - 2006: 1950-1951 Classics - 2006: Ain't Nobody's Business SnapperLive - 2008: Live At The 1972 Monterey Jazz Festival Monterey Jazz Festival - 2009: Doctor Blues Blues Boulevard - 2009: Olympia Concert CD Baby - 2010: Live 59 |

### Videoalbums
- 2003: 20th Century Jazz Masters: Mel Torme / Jimmy Witherspoon / Carmen McRae / Lambert, Hendricks & Bavan
- 2003: Jimmy Rushing / Jimmy Witherspoon Jazz Casual
- 2009:  Goin' Down Blues

- Biblioteca Nacional de España: XX1161203
- Bibliothèque nationale de France: cb139012587 (data)
- Gemeinsame Normdatei: 134559525
- International Standard Name Identifier: 0000 0001 1443 2582
- Library of Congress Control Number: n85076522
- MusicBrainz: 1eaf1688-4f52-49e8-98bc-743828fe3e7e
- Nationale Bibliotheek van Tsjechië: xx0023544
- Nationale Bibliotheek van Israël: 987007397306005171
- Nederlandse Thesaurus van Auteursnamen: 101858213
- Istituto Centrale per il Catalogo Unico: MODV254407
- SNAC: w6rn48fv
- Virtual International Authority File: 46948177
- WorldCat: E39PBJwmRGXgKQq9GCRVh3BMfq